# 578년

## 연호
- 남진(南陳) 태건(太建) 10년
- 후량(後梁) 천보(天保) 17년
- 북주(北周) 선정(宣政) 원년
- 신라(新羅) 홍제(鴻濟) 7년

## 기년
- 남진(南陳) 선제(宣帝) 10년
- 북주(北周) 무제(武帝) 18년
- 신라(新羅) 진지왕(眞智王) 3년
- 고구려(高句麗) 평원왕(平原王) 20년
- 백제(百濟) 위덕왕(威德王) 25년

## 탄생
- 김유신의 아버지 신라의 명장 김서현
- 신라의 명장 김용춘